# Andelu
Andelu est une commune française du département des Yvelines, dans la région Île-de-France, en France, située à 17 km environ au sud-est de Mantes-la-Jolie.

## Géographie

Localisation d'Andelu dans les Yvelines.

### Situation
La commune d'Andelu se situe sur la plateau du Mantois, dans le centre du département des Yvelines, à 17 km environ au sud-est de Mantes-la-Jolie, sous-préfecture, et à 30 km environ au nord-ouest de Versailles, préfecture du département.
Elle est limitrophe de Jumeauville et Maule au nord, de Goupillières et Thoiry à l'ouest, de Montainville à l'est et de Marcq au sud.

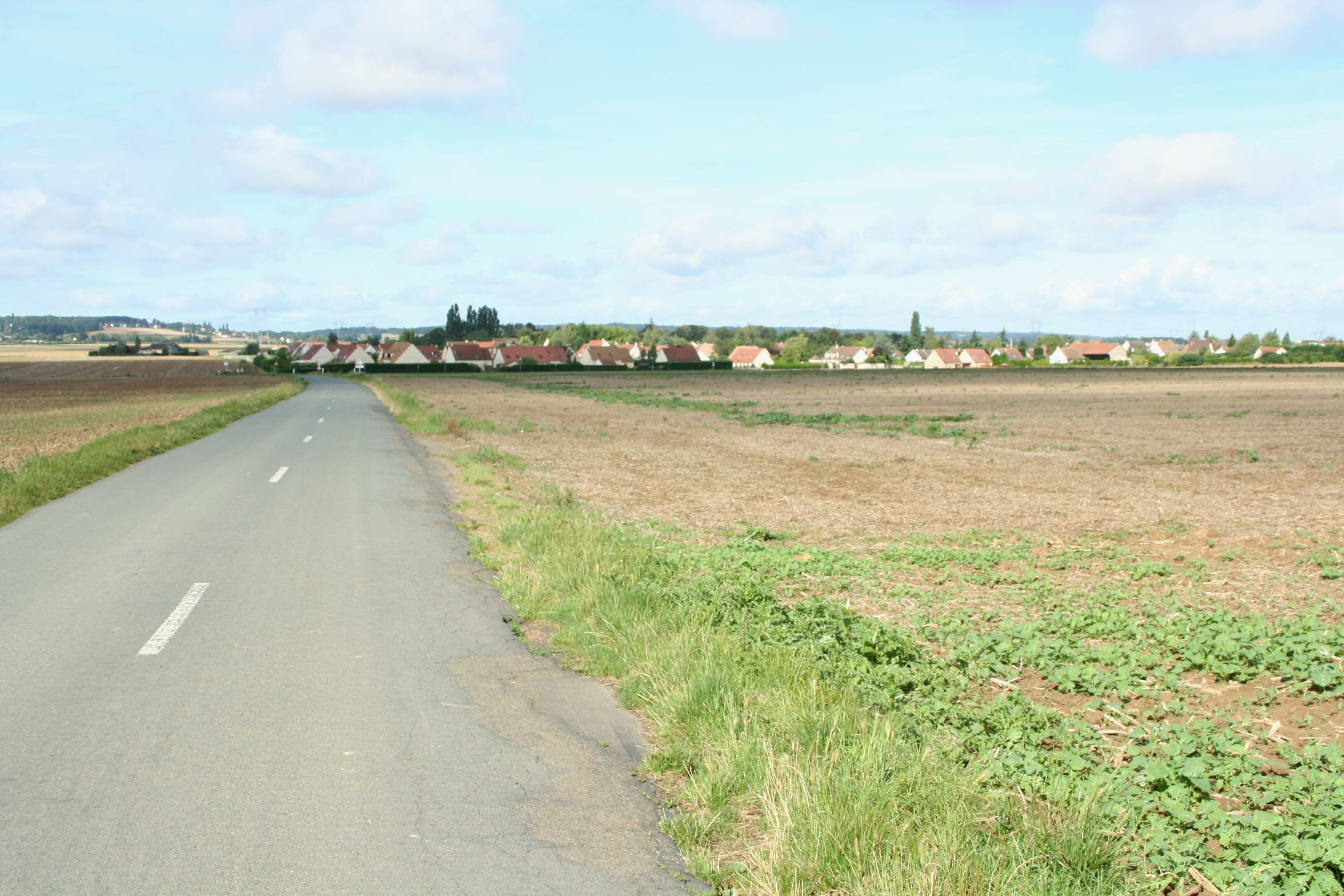
Vue générale depuis la route de Montainville.

C'est un terroir agricole, sans relief avec une petite partie boisée « Bois de la Justice » en limite de Goupillières, voué à la grande culture de céréales.

### Hydrographie
La commune appartient au bassin versant de la Seine, et se situe près de deux petits affluents de la Seine, la Mauldre qui s'écoule à environ 3 km à l'est d'Andelu et le ru de Senneville qui se jette dans la Seine à Mantes-la-jolie et dont le talweg s'amorce au nord-est d'Andelu à Jumeauville. Il n'existe aucun cours d'eau permanent dans le territoire communal.

### Relief et géologie
Le relief est peu marqué. l'altitude varie entre 110 mètres vers le nord au lieu-dit « la Haie Marsault » et 130 mètres à la limite ouest du territoire communal.
Le sous-sol est constitué d'une succession de couches sédimentaires horizontales de l'ère tertiaire, dont quelques-unes affleurent dans la commune. Ce sont de bas en haut le calcaire grossier du Lutétien, les sables de Beauchamp et le calcaire de Saint-Ouen du Bartonien inférieur, les marnes du Bartonien supérieur. Ces roches sont le plus souvent recouvertes d'une couche de limon des plateaux, résultant de dépôts éoliens de l'ère quaternaire, qui fait la fertilité des sols agricoles. L'ensemble repose sur un socle constitué par une couche très épaisse de craie à silex du Campanien (Mésozoïque) qui n'affleure que dans la vallée voisine creusée par la Mauldre.
La commune se trouve sur l'anticlinal de Beynes orienté nord-ouest - sud-est.

### Transports et voies de communications

#### Réseau routier
Le village est traversé par la route départementale 45 qui conduit à Maule au nord-est et à Thoiry au sud-ouest. La route départementale 158 commence dans le village et mène, vers le nord-ouest, à Jumeauville et au-delà, à Mantes-la-Ville.

#### Bus
La commune est desservie par les lignes 18 et 45 du réseau de bus Centre et Sud Yvelines.

### Climat
Pour des articles plus généraux, voir Climat de l'Île-de-France et Climat des Yvelines.
En 2010, le climat de la commune est de type climat océanique dégradé des plaines du Centre et du Nord, selon une étude du CNRS s'appuyant sur une série de données couvrant la période 1971-2000. En 2020, Météo-France publie une typologie des climats de la France métropolitaine dans laquelle la commune est exposée à un climat océanique et est dans la région climatique Sud-ouest du bassin Parisien, caractérisée par une faible pluviométrie, notamment au printemps (120 à 150 mm) et un hiver froid (3,5 °C).
Pour la période 1971-2000, la température annuelle moyenne est de 10,7 °C, avec une amplitude thermique annuelle de 14,3 °C. Le cumul annuel moyen de précipitations est de 663 mm, avec 10,9 jours de précipitations en janvier et 8,3 jours en juillet. Pour la période 1991-2020, la température moyenne annuelle observée sur la station météorologique la plus proche, située sur la commune de Maule à 4 km à vol d'oiseau, est de 11,8 °C et le cumul annuel moyen de précipitations est de 677,0 mm,. Pour l'avenir, les paramètres climatiques de la commune estimés pour 2050 selon différents scénarios d'émission de gaz à effet de serre sont consultables sur un site dédié publié par Météo-France en novembre 2022.
| Mois                                  | jan.             | fév.           | mars         | avril         | mai           | juin           | jui.         | août           | sep.            | oct.            | nov.           | déc.           | année      |
| ------------------------------------- | ---------------- | -------------- | ------------ | ------------- | ------------- | -------------- | ------------ | -------------- | --------------- | --------------- | -------------- | -------------- | ---------- |
| Température minimale moyenne (°C)     | 1,7              | 1,3            | 3,1          | 4,9           | 8,5           | 11,6           | 13,4         | 13,1           | 10,1            | 7,7             | 4,4            | 2,1            | 6,8        |
| Température moyenne (°C)              | 4,7              | 5,1            | 8            | 10,8          | 14,4          | 17,7           | 19,8         | 19,5           | 16,1            | 12,2            | 7,8            | 5,1            | 11,8       |
| Température maximale moyenne (°C)     | 7,7              | 8,9            | 12,9         | 16,7          | 20,4          | 23,7           | 26,2         | 26             | 22              | 16,8            | 11,3           | 8              | 16,7       |
| Record de froid (°C) date du record   | −17,2 17.01.1985 | −14,5 07.02.12 | −12 13.03.13 | −5,4 06.04.21 | −2 03.05.1967 | 0,5 05.06.1991 | 5 11.07.1990 | 3,5 28.08.1974 | 0 30.09.18      | −5,2 30.10.1985 | −10 24.11.1998 | −15 31.12.1970 | −17,2 1985 |
| Record de chaleur (°C) date du record | 16 01.01.22      | 21 27.02.19    | 27 31.03.21  | 30 21.04.18   | 33 27.05.05   | 38 27.06.11    | 43 25.07.19  | 41 10.08.03    | 37,5 03.09.1973 | 30,5 01.10.11   | 22,5 01.11.14  | 17 07.12.00    | 43 2019    |
| Précipitations (mm)                   | 57,3             | 49,6           | 50,9         | 46,5          | 65,4          | 56             | 53           | 52,8           | 46              | 65,3            | 61,3           | 72,9           | 677        |

## Urbanisme

### Typologie
Au 1er janvier 2024, Andelu est catégorisée commune rurale à habitat dispersé, selon la nouvelle grille communale de densité à sept niveaux définie par l'Insee en 2022.
Elle est située hors unité urbaine. Par ailleurs la commune fait partie de l'aire d'attraction de Paris, dont elle est une commune de la couronne,. Cette aire regroupe 1 929 communes,.

### Occupation des solssimplifiée
Le territoire de la commune se compose en 2017 de 92,52 % d'espaces agricoles, forestiers et naturels, 2,03  % d'espaces ouverts artificialisés et 5,46 % d'espaces construits artificialisés.

## Toponymie
Andelu est un hameau de Maule jusqu'en 1793.

## Histoire
- Des traces d'habitat gallo-romain ont été relevées.
- La seigneurie d'Andelu est cédée au XIIIe siècle à l'abbaye de Joyenval, puis annexée au domaine royal en 1560.
- En 1522, sous le règne de François Ier, l'abbaye de Joyenval possédait à « Andelu, près la Baste, un manoir nommé d'Andelu avec ses appartenances en terres, bois, vignes et cencives[14] ».
- Le territoire d'Andelu a été détaché de Maule à la Révolution.
- Le dramaturge belge Hector Madeek a possédé une propriété à Andelu. Cette propriété, aujourd'hui disparue, s'élevait à l'endroit de l'actuel dos d'âne.

## Politique et administration

### Liste des maires
| Période                                  | Période  | Identité                          | Étiquette | Qualité              |
| ---------------------------------------- | -------- | --------------------------------- | --------- | -------------------- |
| Les données manquantes sont à compléter. |          |                                   |           |                      |
| 1800                                     | 1816     | Daniel Guibourg                   |           |                      |
| 1816                                     | 1841     | Antoine Robert Alexandre Guibourg |           |                      |
| 1841                                     | 1871     | Jean-Baptiste Gilbert             |           |                      |
| 1871                                     | 1874     | Charles François Clérice          |           |                      |
| 1874                                     | 1878     | Jean-Baptiste Gilbert(fils)       |           |                      |
| 1878                                     | 1883     | Constant Deberry                  |           |                      |
| 1883                                     | 1904     | Félix Eugène Tremblay             |           |                      |
| 1904                                     | 1912     | Eugène Tremblay                   |           |                      |
| 1912                                     | 1919     | Albert Tremblay                   |           |                      |
| 1919                                     | 1925     | Victor Bétron                     |           |                      |
| 1925                                     | 1932     | Célestin Clérice                  |           |                      |
| 1932                                     | 1958     | Albert Cordé                      |           |                      |
| 1958                                     | 1965     | Julien Legrand                    |           |                      |
| 1965                                     | 1977     | André Tremblay                    |           |                      |
| 1977                                     | 1983     | Eugène Gousson                    |           |                      |
| 1983                                     | 1995     | Jacques Benoist                   |           | Agriculteur, éleveur |
| 1995                                     | 2001     | Roland Sicard                     |           |                      |
| mars 2001                                | 2014     | Michèle Bougnoteau,               | DVD       |                      |
| 2014                                     | En cours | Olivier Ravenel                   | SE        | Architecte           |

### Instances administratives et judiciaires
La commune d'Andelu appartient au canton d'Aubergenville et est rattaché à la communauté de communes Gally Mauldre.
Sur le plan électoral, la commune est rattachée à la neuvième circonscription des Yvelines, circonscription à dominante rurale du nord-ouest des Yvelines.
Sur le plan judiciaire, Andelu, comme toutes les communes des Yvelines, dépend du Tribunal judiciaire ainsi que de tribunal de commerce de Versailles,.

## Population et société

### Démographie

#### Évolution démographique
Les habitants sont nommés les Andelusiens.
L'évolution du nombre d'habitants est connue à travers les recensements de la population effectués dans la commune depuis 1793. Pour les communes de moins de 10 000 habitants, une enquête de recensement portant sur toute la population est réalisée tous les cinq ans, les populations de référence des années intermédiaires étant quant à elles estimées par interpolation ou extrapolation. Pour la commune, le premier recensement exhaustif entrant dans le cadre du nouveau dispositif a été réalisé en 2007.

En 2022, la commune comptait 527 habitants, en évolution de +11,18 % par rapport à 2016 (Yvelines : +2,72 %, France hors Mayotte : +2,11 %).
| 1793 | 1800 | 1806 | 1821 | 1831 | 1836 | 1841 | 1846 | 1851 |
| ---- | ---- | ---- | ---- | ---- | ---- | ---- | ---- | ---- |
| 160  | 129  | 136  | 139  | 142  | 125  | 128  | 132  | 146  |

| 1856 | 1861 | 1866 | 1872 | 1876 | 1881 | 1886 | 1891 | 1896 |
| ---- | ---- | ---- | ---- | ---- | ---- | ---- | ---- | ---- |
| 153  | 149  | 152  | 155  | 160  | 151  | 169  | 165  | 172  |

| 1901 | 1906 | 1911 | 1921 | 1926 | 1931 | 1936 | 1946 | 1954 |
| ---- | ---- | ---- | ---- | ---- | ---- | ---- | ---- | ---- |
| 154  | 169  | 173  | 153  | 173  | 142  | 129  | 152  | 181  |

| 1962 | 1968 | 1975 | 1982 | 1990 | 1999 | 2006 | 2007 | 2012 |
| ---- | ---- | ---- | ---- | ---- | ---- | ---- | ---- | ---- |
| 190  | 231  | 246  | 272  | 346  | 370  | 461  | 474  | 478  |

| 2017 | 2022 | - | - | - | - | - | - | - |
| ---- | ---- | - | - | - | - | - | - | - |
| 476  | 527  | - | - | - | - | - | - | - |

#### Pyramide des âges
En 2018, le taux de personnes d'un âge inférieur à 30 ans s'élève à 36,8 %, soit en dessous de la moyenne départementale (38,0 %). De même, le taux de personnes d'âge supérieur à 60 ans est de 18,6 % la même année, alors qu'il est de 21,7 % au niveau départemental.
En 2018, la commune comptait 242 hommes pour 235 femmes, soit un taux de 50,73 % d'hommes, largement supérieur au taux départemental (48,68 %).
Les pyramides des âges de la commune et du département s'établissent comme suit.
| Hommes | Classe d’âge | Femmes |
| ------ | ------------ | ------ |
| 0,4    | 90 ou +      | 0,4    |
| 3,3    | 75-89 ans    | 3,9    |
| 14,2   | 60-74 ans    | 15,0   |
| 24,9   | 45-59 ans    | 27,7   |
| 18,7   | 30-44 ans    | 17,8   |
| 13,7   | 15-29 ans    | 14,0   |
| 24,8   | 0-14 ans     | 21,1   |

| Hommes | Classe d’âge | Femmes |
| ------ | ------------ | ------ |
| 0,6    | 90 ou +      | 1,4    |
| 6      | 75-89 ans    | 7,8    |
| 13,5   | 60-74 ans    | 14,8   |
| 20,7   | 45-59 ans    | 20,1   |
| 19,6   | 30-44 ans    | 19,9   |
| 18,5   | 15-29 ans    | 16,8   |
| 21,2   | 0-14 ans     | 19,2   |

## Économie
- Agriculture : selon le recensement agricole de 2000, cinq exploitations agricoles professionnelles avaient leur siège dans la commune. Elles cultivaient une surface de 991 hectares de SAU (surface agricole utile), consacrée quasi exclusivement à la grande culture, principalement céréalière. Sur 941 hectares de terres labourables, 70 % étaient consacrées aux céréales (blé, orge, maïs). On comptait également une cinquantaine d'hectares en surface fourragère. La commune comptait un élevage de porcs à partir des années 1960 puis à partir des années 1980 cet élevage a été remplacé par des bovins élevés pour la viande. Initialement, le troupeau était à la ferme de Maule qui a été réhabilitée en logements. On constate, comme dans la moyenne des Yvelines, une concentration des exploitations agricoles. Leur nombre est en effet passé de six à cinq entre les recensements de 1988 et 2000, tandis que la SAU moyenne passait de 138 à 198 hectares soit une augmentation de 43 %. Parallèlement, la surface consacré aux céréales a augmenté de 133 hectares (+ 26 %) au détriment des autres cultures[25].

## Culture locale et patrimoine

### Lieux et monuments
- Chapelle de la Nativité-de-Notre-Seigneur.

il s'agit de l'ancienne chapelle privée construite par Michel-Nicolas Vassal XVIIe siècle (huissier du cabinet du roi sous Louis XIV) dans un pavillon d'entrée du petit château d'Andelu aujourd'hui disparu. Les mariages y sont célébrés depuis 1692 au moins. Elle est dotée en 1713 d'une rente perpétuelle de 50 livres. Un certain Guillaume Gohin en était chapelain en 1770. Rattachée en 1802 à la paroisse de Jumeauville, elle rejoint la paroisse de Thoiry en 1804.
Restaurée en 1885 par Casimir Guibourg, elle est aujourd'hui propriété privée et désaffectée. Elle renfermait un retable en bois de chêne sculpté du XVIIIe siècle, un tableau représentant l'Adoration des Mages ainsi qu'une tapisserie d'Aubusson aux armes de la famille Guibourg, placée devant l'autel. La porte d'entrée est surmontée d'une sainte Adélaïde.

### Héraldique
| Blason de Andelu | Blason  | Parti, au premier de sinople à deux épis de blé feuillés et tigés d'or, les tiges passées en sautoir, au second d'azur à la champagne de tanné* soutenant un tourteau de gueules* rempli d'orangé* et à la fasce abaissée et penchant à dextre de sinople* brochant sur le tout. |
| Blason de Andelu | Détails | * Il y a là non-respect de la règle de contrariété des couleurs : ces armes sont fautives (aucun métal dans le 2). Le statut officiel du blason reste à déterminer. |

### Galerie

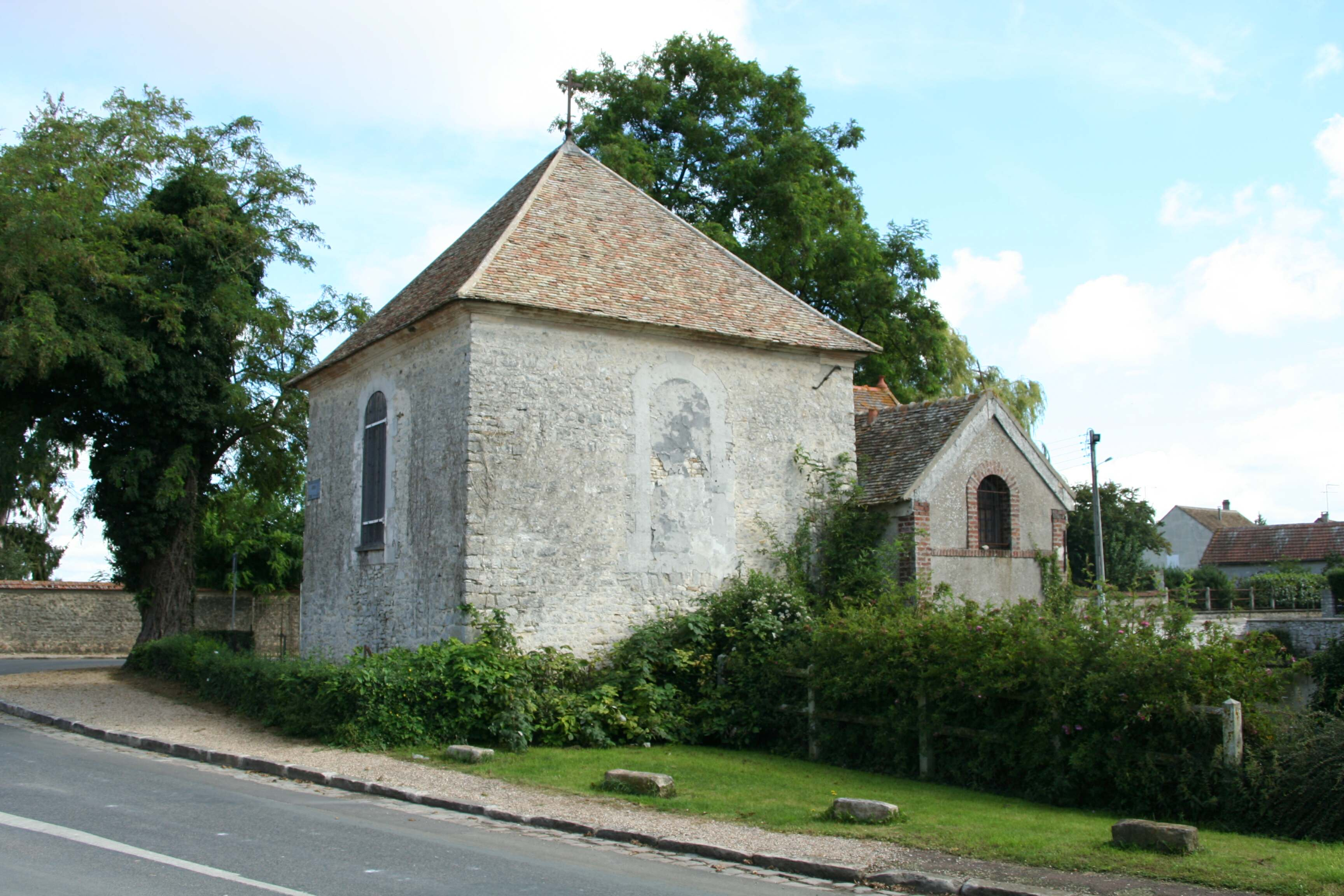
La chapelle, côté route.
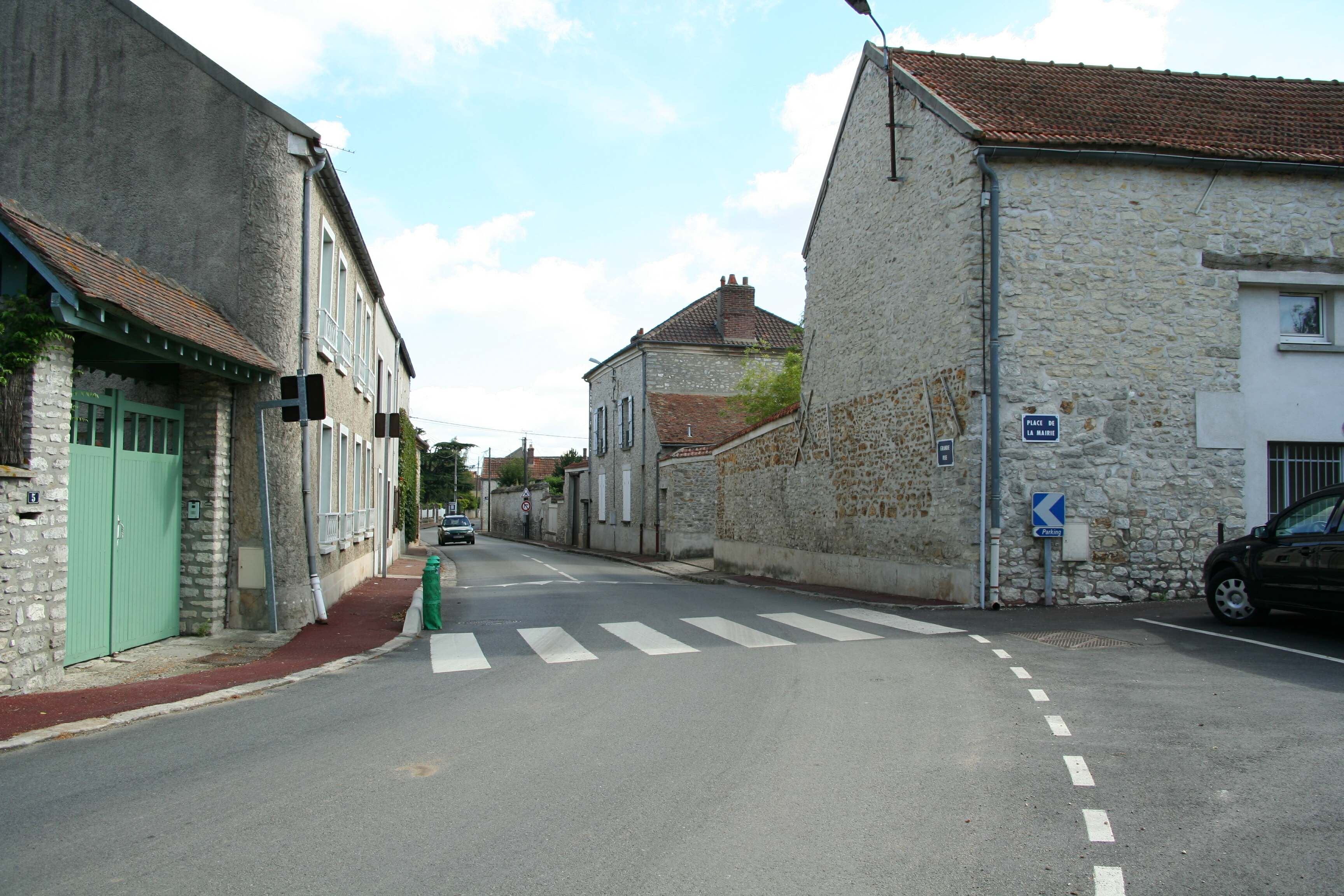
Grande Rue, RD 45 de Thoiry à Maule.
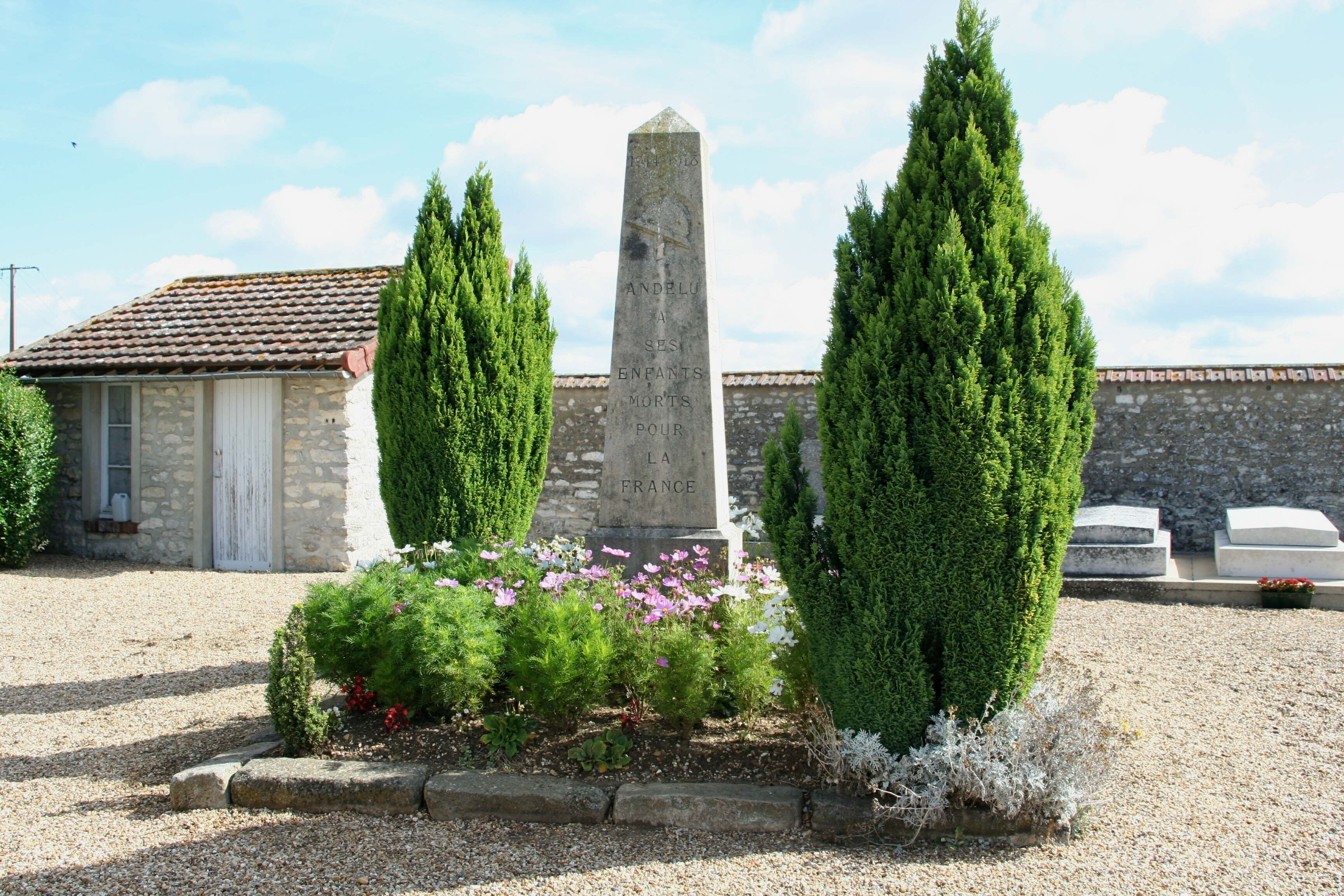
Monument aux morts.
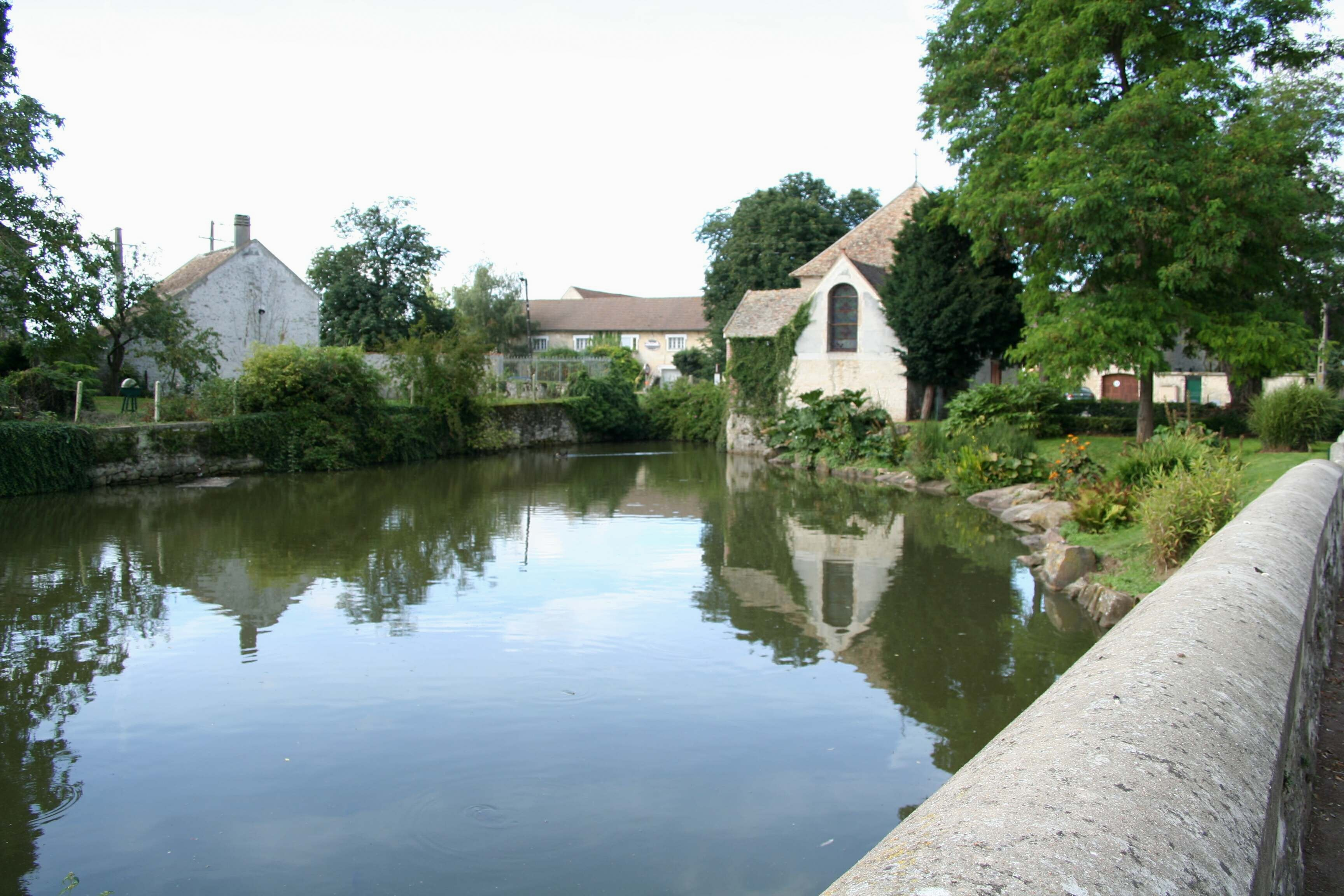
Mare et chapelle.